# Je ne sais quoi
Je ne sais quoi er en islandsk popsang komponeret af Örlygur Smári og Hera Björk og udføres af Hera Björk. Sangen var det islandske bidrag til Eurovision Song Contest 2010 som blev afholdt i Telenor Arena, Bærum Norge den 29. maj, 2010. Sangen blev sunget på engelsk, men koret og titlen er på fransk. Sangen blev vinder af Söngvakeppni Sjónvarpsins 2010 (sangkonkurrence på tv, svarer til den danske Melodi Grand Prix), som afholdes af den islandske tv-station Ríkisútvarpið (RÚV) for at vælge det islandske bidrag til konkurrencen. Sangen var i første semifinale i Eurovision og gik videre til finalen, hvor den endte på 19. plads.
| Musik | Spire Denne musikartikel er en spire som bør udbygges. Du er velkommen til at hjælpe Wikipedia ved at udvide den. |